# Felix von Schumacher (Ingenieur)
Felix von Schumacher (* 29. März 1856 auf Schloss Sclassin in Pepinster; † 21. März 1916 in Bern; heimatberechtigt in Luzern) war ein in Belgien geborener Schweizer Bauingenieur, Konsul und Politiker aus dem Kanton Luzern.

## Leben
Edmund von Schumacher stammte aus der alten Luzerner Patrizierfamilie Schumacher der Alten Eidgenossenschaft. Sein Vater war der General Felix von Schumacher und sein Bruder war Edmund von Schumacher. Er heiratete 1905 Emilie von Linden.
Nach der Schulzeit in Luzern studierte er am Eidgenössischen Polytechnikum Zürich sowie an der Technischen Hochschule Karlsruhe. Nach seinem Studium arbeitete er als Bauingenieur. Er war Ingenieur der Schweizerischen Centralbahn und widmete sich eigenständig verschiedenen Eisenbahn-, Strassen- und Bergbahnprojekten, unter anderem im Engadin.
Darüber hinaus war er bis 1908 belgischer Konsul. In jenem Jahr wurde er als Nachfolger seines Bruders Edmund von Schumacher zum Luzerner Regierungsrat gewählt und bekleidete dieses Amt bis 1916, wobei er als Baudirektor tätig war.
Er war Mitglied im Verwaltungsrat der Schweizerischen Bundesbahnen (SBB). In der Schweizer Armee diente er als Oberst im Stab des 4. Armeekorps.